# Джексон, Мэри Анна
Мэри Анна Джексон (англ. Mary Anna Morrison Jackson, 21 июля 1831 — 24 марта 1915) — вторая жена и вдова генерала армии КША Томаса Джонатана Джексона, известная также как «вдова Конфедерации».

## Биография
Мэри Анна Моррисон, которую в кругу родных и близких называли просто Анной, родилась в 1831 в «Коттедже» — родовой плантации Моррисонов около Линкольнтона в Северной Каролине. Её отец, Роберт Холл Моррисон, был пресвитерианским проповедником и первым президентом Дэвидсонского колледжа, её мать Мэри была сестрой Уильяма Александра Грэма, сенатора, а впоследствии и губернатора Северной Каролины, а во время Гражданской войны в США — сенатором Конгресса КША. В 1847—1849 гг. У Мэри Анны были также сестра Изабелла и младший брат Джозеф Грэм.
Мэри Анна получила образование в Салемской Академии. Она была представлена Томасу Джексону её сестрой Изабеллой, женой Даниэля Харви Хилла, профессора Вашингтонского колледжа (ныне Университет Вашингтона и Ли). Джексон тогда был принят преподавателем в Военный институт Виргинии, а его первая жена умерла во время неудачных родов в 1854 г. 16 июля 1857 г. Мэри Анна Моррисон и Томас Джексон поженились в «Коттедже».
Джексоны приобрели кирпичный дом в Лексингтоне на Ист-Вашингтон стрит, где жили с 1858 г. до начала Гражданской войны. Их первая дочь Мэри Грэм умерла в младенчестве, вторая дочь Джулия Лаура родилась в 1862 г. перед сражением при Фредериксберге.
Пока шла война, Мэри Анна жила в Шарлотте, а её родственники, включая мужа, зятя и младшего брата, воевали в армии Конфедерации. В ходе войны Мэри Анна не раз приезжала к мужу и была рядом с ним, когда он скончался 10 мая 1863 года.
После смерти мужа Мэри Анна больше замуж не вышла. По окончании войны она некоторое время жила с отцом в «Коттедже», затем переехала в Шарлотту, где дочь Джулия заканчивала образование. После того, как Джулия в 1885 году вышла замуж за Уильяма Кристиана, Мэри Анна жила с ними в Ричмонде, потом некоторое время в Сан-Диего, затем вернулась в Северную Каролину.
Мэри Анна осталась известной как «вдова Конфедерации»: генерал Конфедерации Роберт Ли считал, что гибель Томаса Джексона была причиной поражения и гибели самой Конфедерации. Мэри Анна часто посещала встречи ветеранов Конфедерации и написала две книги о своем муже, мемуары и сборник их писем. Она умерла в возрасте 83 лет в 1915 г. и была похоронена с воинскими почестями рядом с мужем и дочерью на Лексингтонском мемориальном кладбище.
В 1957 году вышла книга Харнетта Кейна The Gallant Mrs. Stonewall, повествующая о первых годах жизни Мэри Анны и Томаса Джексона. Мэри Анна была персонажем повести Gods and Generals («Боги и генералы», 1996 г.) американского писателя Джеффа Саары, получившего за эту книгу Литературную премию Бойда, а в экранизации повести («Боги и генералы», 2003 г.),, её сыграла Кэли Роша.